# Aulacephala hervei
Aulacephala hervei là một loài ruồi trong họ Tachinidae.